# 前田和明
前田 和明（まえだ かずあき、1966年1月22日 - ）は東京都中野区出身の元サッカー選手。翻訳家。現役時代のポジションはフォワード（FW）。

## 経歴
1966年、東京都中野区に生まれ、13歳の時にサッカーを始めた。
高校卒業後、18歳でスペインへ渡り、バラカルドCFでトレーニングを重ねるも、外国籍選手としての登録が叶わず退団を余儀なくされた。その後はフランスRCフォンテーヌブローのテストで好感触を得るも、テロの影響でビザ発給要件が厳しくなり、不法滞在者として送還されるおそれが出てきたため切り上げる。
1987年、ブラジルへ。グアラチンゲタにテスト生として在籍するも、財政難のために契約に至らなかった。1988年1月からはバヘットスECにテスト参加。ビザ取得に時間を要するも、翌1989年にプロデビュー。その後ロンドリーナEC、イトゥアーノFCを経て、ウニオン・サンジョアンECに籍を置くも、既に帰国の意思を固めていたためトレーニングのみ参加。宿舎の隣室にはロベルト・カルロスがいた。
1991年に帰国し、イトゥアーノOBが複数在籍する東京ガスサッカー部（後のFC東京）でプレー。
1993年、海外サッカーコーディネート業を行う「T.I.E」を設立。
1996年、フランスへ。1998年よりASカンヌで指導法を学び、2001年にフランスサッカー連盟発行の指導者ライセンスを取得。パリに2年、カンヌに3年滞在した。
2002年から2005年まではハワイ・オアフ島に移住し、日本人、アメリカ人の子供達にサッカーを指導。その中に後にアメリカ代表となるボビー・ウッドがいた。2004年には日本サッカー協会主催エリートプログラムでクロード・デュソーコーチのフランス語通訳を務めた。
2006年から2016年までブラジルに居住し、サッカーコーディネート業務を行う一方で、建設会社を経営。この期間中、マンション2棟と高級住宅2軒の建設を手掛けた。サッカーコーディネートの一環として、フィゲレンセU18に所属していた若手選手ロベルト・フィルミーノを、16歳の時にフランスのオリンピック・マルセイユに研修およびテストのために紹介。この経験が、フィルミーノのキャリアにおける重要なターニングポイントとなった。
2016年にオランダへ移住後、サッカーコーディネート会社I.E.Y.E. INTERNATIONAL AND EDUCATIONAL YOUTH EXCHANGEを設立。同社はヨーロッパやブラジルでのサッカートレーニングキャンプのコーディネート業務を主力としている。一方、ブラジルでは引き続きサッカーコーディネート会社T.I.Eの運営も継続して行われている。
2021年、日本の企業によって買収されたポルトガルのLiga3所属のAnadia FCは、チーム運営における課題に直面していた。この背景から、外部の専門家としてコンサルティングの依頼を受けた前田和明が、実子の前田天太と共に、ダイレクター、選手、監督のリクルーティングを行い、組織の再編をサポート。これにより、チームの士気が大幅に向上し、2021-2022シーズンLiga3における三部残留を達成した。残留が決定した試合が終了した直後、前田和明は辞任した。

## 所属クラブ
- 都立武蔵高校[8]
- 1984年 - 1986年  バラカルドCF[8]
- 1988年 - 1989年  バヘットスEC (Barretos Esporte Clube) [8]
- 1989年 - 1990年  ロンドリーナEC[8]
- 1990年  イトゥアーノFC (Ituano Futebol Clube) [8]
- 1991年 - 1992年  東京ガスサッカー部[8]

## 書籍

### 著書
- 『王者交代:悩めるブラジル躍進するフランス』日本放送出版協会、2002年。

### 主な訳書
- ジーコ『ジーコの考えるサッカー Vol.2』日本放送出版協会、1995年。
- ジーコ『ジーコの考えるサッカー Vol.3』日本放送出版協会、1996年。
- ジョン・バチスタ・ロペス・アベリア『ゴールキーパー入門』ビクターエンタテインメント、1996年。
- ドゥンガ『セレソン』日本放送出版協会、1998年。
- レオナルド『レオナルド自伝 いつも感動とともに』ビクターエンタテインメント、1999年。

### その他の情報
- 村上龍氏による小説『368Y(ヤード) Par(パー)4第2打』に登場する主人公ケンタロウのモデルは、前田和明である。